# Breccia medicea

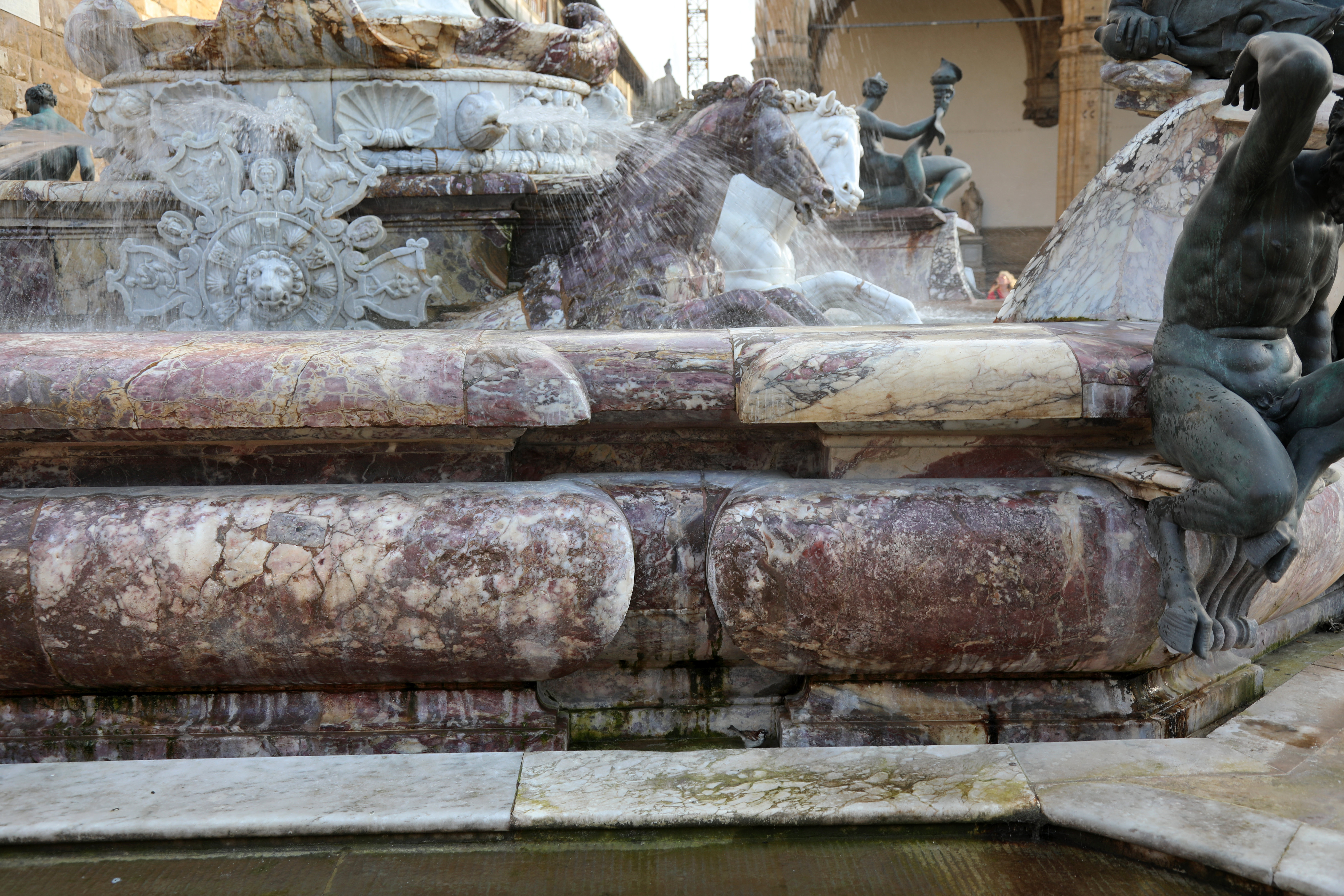
Fontana del Nettuno (Firenze), vasca in breccia medicea

La Breccia Medicea (o breccia di Seravezza) è un marmo utilizzato fin dal tempo dall'epoca romana. Questo marmo fu scelto per rivestimenti e decorazioni in Toscana, nel XVI secolo dalla famiglia dei Medici, da cui prende il nome. 
Si tratta di una pietra ornamentale ampiamente venata e che presenta varie sfumature dal violetto (colore del legante) al verde chiaro con macchie gialle, rosse, grigie, di dimensioni molto variabili (colore dei clasti o ciottoli). Dal punto di vista geologico è una pietra sedimentaria clastica. 
Viene detta "medicea" sia perché ebbe il suo massimo uso sotto Cosimo I de' Medici, sia perché il granduca aveva il monopolio delle cave di Seravezza, in Versilia, e pertanto fece di questo marmo variegato  uno dei simboli del suo potere, facendolo utilizzare nel coro del Duomo di Firenze, in Palazzo Pitti e nelle Cappelle medicee.
I nomi con cui fu chiamata furono diversi: "fior di pesco", "marmo mischio", "marmo di Seravezza" (anche se le cave erano poste presso Stazzema).
Fu usata soprattutto per la costruzione di monumenti disseminati per la città di Firenze, come i due obelischi di piazza Santa Maria Novella, la colonna di piazza San Felice e la Fontana del Nettuno in piazza della Signoria. 
Questa pietra ornamentale presenta diversità di aspetto tra una cava e l'altra ed anche all'interno della stessa cava in giaciture poste a livelli diversi. Per questo motivo, con il perdurare dello sfruttamento delle cave nelle diverse epoche, si sono succedute varietà del marmo di aspetto piuttosto differente. Per la produzione più recente si utilizza il termine "breccia di Stazzema".
Nel 1845 William Walton aprì delle cave di marmo mischio sulle vette di Montalto, lungo le Alpi Apuane, nei pressi del paese di Retignano.